# Dolichopeza zenta
Dolichopeza zenta är en tvåvingeart som beskrevs av Günther Theischinger 1993. Dolichopeza zenta ingår i släktet Dolichopeza och familjen storharkrankar. Inga underarter finns listade i Catalogue of Life.